# تايغر ففارا
تايغر ففارا (بالإنجليزية: Tiger Fafara)‏ مواليد 3 يناير 1945 في سان فرانسيسكو، هو ممثل أمريكي بدأ مسيرته الفنية سنة 1955.

## الأعمال
- لاسي (1956)
- ليف إت تو بيفر (1957)
- ذا دونا ريد شو (1960) (بدور: تشارلي)
- أبنائي الثلاثة (1961) (بدور: روجر)

## روابط خارجية
- تايغر ففارا على موقع IMDb (الإنجليزية)
- تايغر ففارا على موقع قاعدة بيانات الفيلم (الإنجليزية)